# Dainellinae
Dainellinae es una subfamilia de foraminíferos bentónicos cuyos taxones se han incluido tradicionalmente y en su mayoría en la subfamilia Endostaffellinae, de la familia Endothyridae, de la superfamilia Endothyroidea, del suborden Fusulinina y del orden Fusulinida. Su rango cronoestratigráfico abarca desde el Tournaisiense superior hasta el Viseense (Carbonífero inferior).

## Discusión
Clasificaciones más recientes incluyen Dainellinae en la familia Loeblichiidae, de la superfamilia Loeblichioidea, del suborden Endothyrina, del orden Endothyrida, de la subclase Fusulinana y de la clase Fusulinata.

## Clasificación
Dainellinae incluye a los siguientes géneros:
- Bessiella †, también considerado en la familia Endothyridae
- Dainella †, también considerado en la subfamilia Endostaffellinae
- Lysella †, también considerado en la subfamilia Endostaffellinae
- Paradainella †, también considerado en la subfamilia Endostaffellinae
- Paralysella †
- Vissarionovella †, también considerado en la subfamilia Loeblichiinae

Otro género considerado en Dainellinae es:
- Bozorgniella †, considerado un homónimo posterior no sustituido
- Florenella †, considerado un sinónimo posterior de Bessiella